# NGC 6592
NGC 6592 est une petite galaxie elliptique (lenticulaire ?) compacte située dans la constellation du Dragon. Sa vitesse par rapport au fond diffus cosmologique est de 8 041 ± 59 km/s, ce qui correspond à une distance de Hubble de 118,6 ± 8,4 Mpc (∼387 millions d'al). NGC 6592 a été découverte par l'astronome américain Lewis Swift en 1885.